# Edward Thorndike
Edward Lee Thorndike, ameriški psiholog, * 31. avgust 1874, Williamsburg, Massachusetts, ZDA, † 9. avgust 1949, Montrose, New York, ZDA.
Poznan je po zakonu učinka. Leta 1912 je bil predsednik Ameriškega psihološkega združenja.

## Izbrana dela
- Educational Psychology (1903)
- Introduction to the Theory of Mental and Social Measurements (1904)
- The Elements of Psychology (1905)
- Animal Intelligence (1911)
- Education Psychology: briefer course (1913/1999)
- The Teacher's Word Book (1921)
- The Psychology of Arithmetic (1922)
- The Measurement of Intelligence (1927)
- A Teacher's Word Book of the Twenty Thousand Words Found Most Frequently and Widely in General Reading for Children and Young People (1932)
- The Fundamentals of Learning (1932)
- The Psychology of Wants, Interests, and Attitudes (1935)
- The Teacher's Word Book of 30,000 Words (skupaj z Irvingom Lorgeom) (1944)